# Isola di Dirk Hartog
L'isola di Dirk Hartog si trova al largo della costa di Gascoyne, nella Shark Bay (baia degli squali) nello Stato dell'Australia Occidentale.

## Geografia e ambiente
L'isola è lunga circa 80 km e larga dai 3 ai 15 km per una superficie totale di 620 km² il che la rende l'isola più grande (esclusa la Tasmania) e più a ovest dell'Australia; è situata a circa 850 km a nord di Perth.
L'isola di Dirk Hartog consiste prevalentemente di dune sabbiose ricoperte dalla macchia ed è stata usata più volte come un "grosso allevamento" di pecore arrivando ad averne 20.000. Negli ultimi anni comunque questo numero è stato diminuito per ragioni ambientali.
L'isola, come la baia in cui si trova, fa parte del Shark Bay Marine Park che è uno dei patrimoni dell'umanità. Parte dell'isola è affittata alla famiglia Wardle che la gestisce come meta di ecoturismo; la regione è usata inoltre ampiamente per la pesca sportiva.
L'isola è anche un importante sito per la riproduzione delle tartarughe comuni; oltre a questa specie si riproduce nelle spiagge dell'isola anche la tartaruga verde. Esiste inoltre una sottospecie di uccello endemica dell'isola: il Malurus leucopterus.

## Storia
L'isola fu scoperta il 25 ottobre 1616 dal capitano di mare Dirk Hartog che era finito fuori rotta mentre navigava con la sua nave Eendracht da Città del Capo a Batavia (ora Giacarta).